# William Charles Braithwaite
William Charles Braithwaite (23 décembre 1862 - 28 janvier 1922) est un historien britannique, spécialisé dans l'histoire des débuts de la Society of Friends (Quakers).

## Biographie
Braithwaite est né le 23 décembre 1862, fils de Joseph Bevan Braithwaite (1818–1905) et de Martha Gillett (1823–1895) . L'un de ses huit frères et sœurs est l'agent de change Joseph Bevan Braithwaite (1855–1934) . Il fréquente l'Oliver's Mount School de Scarborough et l'University College de Londres .
À la mort de John Wilhelm Rowntree en 1905, Rufus Jones invite Braithwaite à écrire l'histoire des débuts de la Society of Friends. Rowntree et Jones ont entrepris en 1897 d'écrire une "histoire complète du quakerisme", mais le premier meurt avant que cela ne soit possible . En conséquence, c'est Braithwaite qui écrit les deux histoires classiques qui popularisent cette recherche ; Les débuts du quakerisme en 1912 et la deuxième période du quakerisme en 1919.
Le 1er janvier 1922, il reçoit un doctorat honorifique en théologie de l'Université de Marbourg.
En 1955 , FJ Smithen déclare que The Beginnings of Quakerism est "toujours considéré comme l'ouvrage standard sur la montée et les premières fortunes du mouvement Quaker" .
En 1909, Braithwaite donne la deuxième conférence Swarthmore, intitulée "Guidance spirituelle dans l'expérience de la Société des Amis".
Il épouse Janet Morland et ont le philosophe Richard Bevan Braithwaite .

## Ouvrages publiés
- Journées des lettres rouges ; un calendrier verset (1907) [3]
- Les débuts du quakerisme (1912)
- Le message et la mission du quakerisme (1912) (avec Henry Theodore Hodgkin (1877-1933))
- Fondements de la grandeur nationale (1915) [3]
- La deuxième période du quakerisme (1919)
- Orientation spirituelle dans l'expérience de la société des amis ( Swarthmore Lecture 1909)
- Les lois pénales affectant les premiers Amis en Angleterre